# 테오도르 폰 카르만
테오도르 폰 카르만(Theodore von Kármán, 1881년 5월 11일~1963년 5월 6일)은 헝가리계 미국인 항공공학자이다.

## 업적
- 카르만선
- 카르만 와류